# Vírgenes (película)
Vírgenes es una película hispano-portuguesa de comedia de 2025, escrita y dirigida por Álvaro Díaz Lorenzo. Está protagonizada por César Vicente, Xavi Caudevilla y Carlos Scholz. Tuvo su estreno mundial en el Festival de Málaga el 17 de marzo de 2025, y tiene previsto su estreno en cines españoles para el 20 de junio de 2025.

## Trama
En la Sevilla de 1968, tres amigos veinteañeros – Rafa (César Vicente), Honorio (Xavi Caudevilla) y Vicente (Carlos Scholz) – ven un NO-DO sobre la explosión turístina en la Costa del Sol, el cual les motiva a emprender un viaje de vacaciones a Torremolinos, en donde buscarán perder su virginidad con chicas suecas.

## Reparto
- César Vicente como Rafa
- Xavi Caudevilla como Honorio
- Carlos Scholz como Vicente
- Cristina Kovani como Ana
- Natalia Azahara como Carmen
- Diego París como Ramiro
- Marco D'Almeida como Hans
- Julia Palha como Astrid
- Katrina Mayer como Frida
- Antonio Dechent como el Comisario
- Joaquín Núñez como Eduardo
- Boré Buika como Guille
- Paco Tous como D. Fernando

## Producción
En mayo de 2024, se anunció que la discoteca de Tiffany's en Torremolinos estaba siendo recreada para el rodaje de la sexta película de Álvaro Díaz Lorenzo, Vírgenes. El rodaje de la película comenzó el 25 de septiembre de 2025, y concluyó en noviembre de 2024. Paco Tous, Carlos Scholz, Natalia Azahara, Cristina Kovani, César Vicente, Xavi Caudevilla, Boré Buika, Salva Reina, Júlia Van Zeller, Diego París, Carmen Canivell, Joaquín Núñez, Dani Mantero y Antonio Dechent fueron confirmados como los actores del reparto. El rodaje de la película tuvo lugar principalmente en Torremolinos, así como en otras ciudades de la Costa del Sol, como Málaga, Marbella, Mijas, Benalmádena y la ciudad natal de Díaz Lorenzo, Fuengirola, además de en Sevilla, donde secciones del rodaje tuvieron lugar del 13 al 25 de octubre de 2024.

## Lanzamiento y marketing
El 26 de febrero, durante el anuncio de la programación completa del Festival de Málaga, se anunció que Vírgenes tendría en el certamen su estreno mundial, el cual tuvo lugar el 17 de marzo de 2025. Durante la presentación de la película en Málaga, Filmax anunció que la estrenaría en cines el 20 de junio de 2025. En mayo de 2025, Filmax lanzó el tráiler de la película.